# Herverzekering

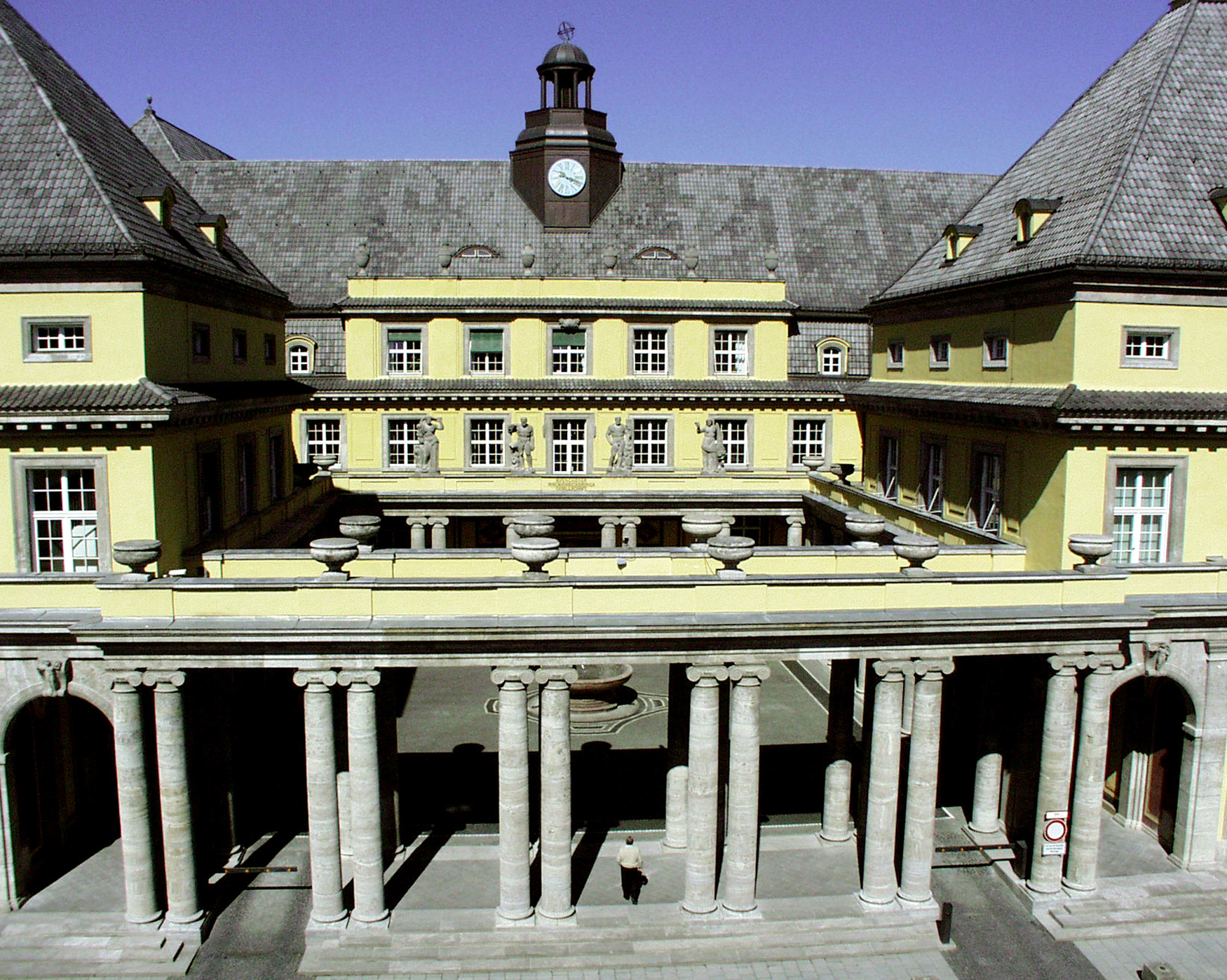
Hoofdkantoor van herverzekeraar Munchener Rück, een zakelijke financiële dienstverlener

Een verzekeringnemer sluit een verzekering om schade af te kunnen wentelen op een verzekeraar. Hierdoor ontstaat voor de verzekeraar een risico: het risico dat de verzekeraar  moet uitkeren bij een schade. (Een deel van) dit risico kan de verzekeraar zelf ook weer verzekeren. Er is dan sprake van herverzekering. 

## Doel van herverzekeren
Door zich te herverzekeren wentelt een verzekeraar de financiële gevolgen van risico's af op een andere verzekeraar. Door herverzekering verhoogt de verzekeraar zijn tekencapaciteit. Dit geeft de verzekeraar de mogelijkheid verzekeringen met hogere verzekerde bedragen af te sluiten. Daarnaast voorkomt herverzekering grote fluctuaties in de jaarcijfers. Schommelingen in het schadeverloop kunnen onder meer optreden door: 
- De frequentie van kleine en middelgrote schades;
- Grote schades, zoals een grote brand in een fabriek,
- Een opeenhoping van schades voortvloeiend uit een enkele oorzaak, zoals een grote storm of aardbeving.

## Soorten herverzekeraars
Een verzekeraar die herverzekeringen accepteert, is een herverzekeraar. Een herverzekeraar kan een reguliere verzekeraar zijn (voorbeeld: Aegon sluit een herverzekering af bij Nationale-Nederlanden) of een gespecialiseerde verzekeraar (zoals Münchener Rück en Swiss Re).

### Nederland
In Nederland zijn meerdere professionele herverzekeraars gevestigd. Zoals daar zijn elipsLife AG, behorend tot Swiss Re, RGA (Reinsurance GRoup of America), SCOR en de Nederlandse Reassurantie Groep. Daarnaast is het ook niet ongebruikelijk dat Nederlandse verzekeraars herverzekeren bij een buitenlandse herverzekeraar. Ook kent Nederland de, in 2003 opgerichte, Nederlandse Herverzekeringsmaatschappij voor Terrorismeschaden, een herverzekeraar die het risico van terrorisme binnen Nederland afdekt. In Nederland is bepaald dat de bepalingen over verzekeringen uit het Burgerlijk Wetboek niet voor herverzekeringen gelden; zo behoeft er (onder meer) voor herverzekeringen geen assurantiebelasting betaald te worden.

## Soorten herverzekeringen
Een herverzekering kan bestaan uit een vast percentage van elk risico dat wordt herverzekerd of uit de verzekering van een vast percentage van elke schade. Daarbij kan de verzekeraar kiezen voor een eigen behoud. Een aantal voorbeelden: 
1. Een verzekeraar sluit een herverzekering af waarbij hij verplicht een vast percentage van elke verzekering herverzekert. Dit is een quotecontract. Stel: het percentage is 25%. Bij een opstalverzekering met een verzekerde som van € 200.000,-- is € 50.000,-- herverzekerd. Bij een schade van € 100.000,-- betaalt de verzekeraar uiteindelijk € 75.000,-- en de herverzekeraar € 25.000,--.
2. Een verzekeraar sluit een herverzekering af waarbij van elke post een zeker bedrag (eigen behoud) voor eigen rekening wordt gehouden. Het meerdere wordt altijd herverzekerd. Dit is een excedentcontract (ook wel surpluscontract genoemd). Een excedentcontract bestaat uit een aantal lines, waarbij geldt hoe hoger het eigen behoud, hoe meer herverzekerd kan worden. De maximale herverzekering wordt bepaald door het eigen behoud van de verzekeraar te vermenigvuldigen met het aantal lines. Bij een 10-linescontract en een eigen behoud van € 100.000,-- kan daardoor maximaal € 1.000.000,-- worden herverzekerd. Bij een eigen behoud van € 50.000,-- kan maximaal € 500.000,-- worden herverzekerd.  Stel: een verzekeraar verzekert een fabriek voor € 2.000.000,--. De verzekeraar heeft een excedentcontract met 10 lines.  Voor deze post heeft de verzekeraar het eigen behoud gesteld op € 250.000,--. De maximale herverzekering is € 2.500.000,--. Bij de verzekering van de fabriekshal wordt daarom € 1.750.000,-- herverzekerd en € 250.000,-- voor eigen rekening gehouden. Bij een schade van € 100.000,-- draagt de verzekeraar 1/8 (€ 12.500) en de herverzekeraar 7/8 (€ 87.500).
3. Een verzekeraar sluit een herverzekering af waarbij de verzekeraar van elke schade een vast bedrag voor eigen rekening neemt (eigen behoud). Dit is een excess-of-losscontract. Bij een eigen behoud van € 50.000,-- en een schade van € 45.000,-- betaalt de herverzekeraar niets. Als de schade € 150.000,-- is dan betaalt de herverzekeraar € 100.000,--.
4. Een verzekeraar sluit een herverzekering af waarbij de herverzekeraar uitkeert wanneer in een heel jaar de totale schade een bepaald percentage van de geboekte premie overschrijdt. Dit is een stop-losscontract. Stel: een verzekeraar sluit een stop-losscontract af waarbij de herverzekeraar alle schades vergoedt die boven de 90% van de premie uitkomen. In één jaar tijd boekt de verzekeraar € 2 miljard premie, terwijl er door een aaneenschakeling van natuurrampen € 2,5 miljard. aan schade is uitgekeerd. De herverzekeraar vergoedt nu € 700 miljoen aan de verzekeraar. Omdat het op voorhand niet mogelijk is om met zekerheid te zeggen hoeveel premie de verzekeraar gaat boeken (en dus vanaf welk niveau de herverzekeraar moet uitkeren), wordt dit pas na afloop van de verzekeringsperiode vastgesteld (naverrekening). Datzelfde geldt voor eventuele maximeringen die zijn aangebracht door de herverzekaar (o.a. het 'annual aggregate limit').

## Retrocessie
Een herverzekeraar kan op zijn beurt ook weer een herverzekering afsluiten. Er is dan sprake van retrocessie. 